# دموچال
دموچال، روستایی از توابع بخش رودبنه شهرستان لاهیجان در استان گیلان ایران است.

## جمعیت
این روستا در دهستان رودبنه قرار دارد و براساس سرشماری مرکز آمار ایران در سال ۱۳۸۵، جمعیت آن ۲۶۱ نفر (۸۲خانوار) بوده‌است.
اکثریت محلی های آنجا با هم نسبت خانوادگی دارند از جمله هاشمی،اکبرنژاد،یوسفی،علی پیمان،و...